# 邱铁铠
邱铁铠（1926年9月—2020年5月14日），男，河北河间人，中华人民共和国水产养殖专家、政治人物，曾任威海市政协副主席、威海市科协主席，中国民主同盟威海市委主任委员，第七、八届全国人大代表。